# Melanti
Melanti o Melanci (en llatí Melanthius, en grec antic Μελάνθιος "Melánthios") fou un poeta tràgic atenenc de certa distinció en el seu temps, del que poques coses són conegudes.
Se sap que va ser atacat i satiritzat pels poetes còmics con Èupolis, Aristòfanes, Ferècrates, Leucó i Plató, el poeta còmic. Les tres comèdies que van guanyar el premi literari del 419 aC l'atacaven fortament: (Κόλακες d'Èupolis, Εἰρήνη d'Aristòfanes, i Φράτορες de Leucó). Aristòfanes el va a tornar a atacar a Els ocells l'any 414 aC.
Unes observacions de Melanti sobre Diògenes Enomau que va florir cap a l'any 400 aC, acaben de situar l'època en què va viure. Alguns autors l'han situat a la cort d'Alexandre de Feres, però és improbable.
Aristòfanes va conservar el nom i un fragment de la seva comèdia Medea a La Pau. Ateneu diu que també va escriure algunes elegies, i Plutarc, que el celebrava pel seu enginy, diu que va escriure elegies epigramàtiques, però es podria tractar en ambdós casos d'un personatge diferent. Fabricius l'inclou a la Bibliotheca Graeca.